# Roland Eisen
Roland Eisen (* 26. Februar 1941 in Stuttgart) ist ein deutscher Wirtschaftswissenschaftler und Sozialpolitikwissenschaftler mit Schwerpunkt Versicherungswissenschaft.

## Leben
Roland Eisen wurde in Stuttgart geboren, wo er die Schule besuchte, die Hochschulreife erwarb und 1960 ein Studium der Volkswirtschaftslehre aufnahm. Nach dem Vordiplom wechselte er an die Ludwig-Maximilians-Universität München (LMU) und graduierte dort 1965 als Diplom-Volkswirt. Als wissenschaftlicher Assistent am Institut für Versicherungswissenschaft der LMU promovierte er 1971 mit einer interdisziplinären Dissertation im Schnittfeld von Wirtschafts-, Sozial- und Technikwissenschaften zum Doktor oeconomiae publicae.
In der Folgezeit erweiterte Roland Eisen seinen interdisziplinären Anfang um politikwissenschaftliche, soziokybernetische und kommunikationstheoretische Aspekte und bildete 1977 eine erste Synthese mit einer Habilitationsschrift zur Theorie des Versicherungsgleichgewichts.
Von 1978 bis 1979 hatte Eisen eine Vertretungsprofessur für Sozialpolitik an der Otto-Friedrich-Universität Bamberg inne, von 1981 bis 1983 war er Professor für Haushaltswirtschaft an der Technischen Universität München/Campus Weihenstephan. 1983 wurde Roland Eisen auf die ordentliche Professur für Wirtschafts- und Arbeitsmarktpolitik an die Johann Wolfgang Goethe-Universität Frankfurt am Main berufen. Seit 2007 ist er emeritiert.
Im Rahmen seiner Frankfurter Universitätsprofessur bekleidete Eisen verschiedene akademische Funktionen und Positionen, so etwa das Dekanat des dortigen Fachbereichs Wirtschaftswissenschaften im akademischen Jahr 1992/93. Als Gastprofessor lehrte er 1993 an der Wharton School der University of Pennsylvania und an der University of California in Santa Barbara sowie 1998 an der Norwegischen Handelshochschule in Bergen. Überdies nahm er Lehraufträge an der Hochschule für Politik München, der Deutschen Versicherungsakademie und der Hessischen Verwaltungs- und Wirtschaftsakademie wahr.
Die Forschungsschwerpunkte von Roland Eisen liegen in der Wirtschafts- und Sozialpolitik (dort insbesondere Arbeitsökonomik und Gesundheitsökonomik), der Versicherungstheorie sowie der Konjunktur-, Wachstums- und Verteilungstheorie. Von 1992 bis 1997 leitete Eisen ein von der Volkswagenstiftung gefördertes interdisziplinäres Forschungsprojekt über Alternativen zur Pflegeversicherung in der EG („PflEG-Projekt“). Seit 1997 leitet er ein von der Deutschen Forschungsgemeinschaft (DFG) bezuschusstes Projekt „Evaluation der Wirkungen des Pflegeversicherungsgesetzes auf intrafamiläre Pflegesicherungsarrangements“.
Roland Eisen ist federführender Initiator und Organisator nationaler und internationaler Fachkongresse zu volks- und wirtschaftspolitikwissenschaftlichen Fragestellungen. Zudem berät er verschiedene Regierungen als Experte für soziale Sicherungssysteme.

## Auszeichnungen
- 1978 Ernst Meyer Preis für wissenschaftliche Forschung der Geneva Association (in besonderer Würdigung der Habilitationsschrift)

## Mitgliedschaften
- American Economic Association
- American Risk and Insurance Association
- Econometric Society
- European Risk Association
- Society for Risk Analysis
- European Economic Association
- Verein für Sozialpolitik (Sektionen für Sozialpolitik und Gesundheitsökonomie)
- Deutscher Verein für Versicherungswissenschaft
- Deutsche Gesellschaft für Hauswirtschaft

## Wissenschaftliche Veröffentlichungen (Monographien)
Publikationsverzeichnis:
- Technischer Fortschritt und wirtschaftliches Wachstum – Beiträge zu einer Theorie des technischen Fortschritts (zusammen mit Angelika Karger), München (Dissertation) 1971.
- Theorie des Versicherungsgleichgewicht – Unsicherheit und Versicherung in der Theorie des generellen ökonomischen Gleichgewichts, Habilitationsschrift München 1976, Berlin (Duncker & Humblot) 1979.
- Allgemeine Volkswirtschaftslehre (zusammen mit W. Mahr), Wiesbaden 1981; 3. Auflage 1986.
- Unternehmerische Versicherungswirtschaft – Konsequenzen der Deregulierung für Wettbewerbsordnung und Unternehmensführung(zusammen mit W. Müller und P. Zweifel), Wiesbaden 1990.
- Grundzüge der Volkswirtschaftslehre I+II, Wiesbaden 1992, 2. Auflage 1996.
- Schadenkostenprognose (zusammen mit M. Busshart und M. Maneth), Wiesbaden 1998.
- Versicherungsökonomie (zusammen mit P. Zweifel), Berlin u. a. 2000, 2. Auflage 2002.
- Insurance Economics (Springer Texts in Business and Economics) (zusammen mit P. Zweifel), Berlin und Heidelberg 2012.